# 열정같은소리하고있네
《열정같은소리하고있네》는 2015년에 개봉한 대한민국의 영화이다. 이혜린의 소설인 《열정, 같은 소리 하고 있네》이 원작으로 기재되어 있으나, 제목의 편의상 동명의 소설과 달리 띄어쓰기를 별도로 적용하지 않는 특이사항이 있다. 대한민국에서는 2015년 11월 25일 개봉하였고, 일본의 경우 2016년 9월 10일 개봉된 바 있다. 다만 일본에서는 이 영화가 인턴 ～현장에서는 이상입니다!~(恋するインターン～現場からは以上です!~)라는 타이틀을 달고 상영하였다.

## 캐스팅
- 정재영: 하재관 역
- 박보영: 도라희 역
- 진경: 장유진 대표 역
- 배성우: 한선우 역
- 류현경: 채은 역
- 윤균상: 우지한 역
- 유하복: 차장 역
- 손성찬: 최 대표 역
- 이규형: 영화 역
- 김아현: 경영팀장 역
- 윤세웅: 방송 역
- 최문경: 종편 역
- 하지은: 가요 역
- 윤민우: 공연 역
- 서동원: 체육 수습 역
- 윤주: 레저 수습 역
- 노진영: 차 실장 역
- 테오: 제이 역
- 정해나: 김장미 역
- 조영규: 신경과 과장 역
- 이상훈: 스타뉴스 스탭 역
- 장경업: 편의점 대학생 역
- 김미림: 박 기자 역
- 윤주빈: 남 기자 역
- 오달수: 오달수 국장 역(특별출연)
- 류덕환: 서진 역(특별출연)
- 이병준: 동명일보 사장 역(특별출연)
- 장희수: 라희 엄마 역(특별출연)
- 이영진: 재관 처제 역(특별출연)
- 김성오: 마 과장 역(특별출연)
- 현쥬니: 현 기자 역(특별출연)
- 하지영: SBC 리포터 역(특별출연)
- 박기찬: 로미오 멤버 역

## 사운드트랙
| #            | 제목                                         | 작사           | 작곡                     | 편곡                   | 재생 시간 |
| ------------ | -------------------------------------------- | -------------- | ------------------------ | ---------------------- | --------- |
| 1.           | 〈에너지〉 (이윤찬)                          | 타이비언       | 정세린, Copykumo, 엉클샘 | Copykumo, 엉클샘       | 5:02      |
| 2.           | 〈오늘부터 1일〉 (김민승, 황예린)            | 정세린, 김준석 | 정세린                   | 노유림                 | 3:49      |
| 3.           | 〈첫 출근날〉 (정세린)                       | 김준석, 정세린 |                          |                        | 2:42      |
| 4.           | 〈결 심〉 (정세린)                           |                | 정세린                   | 이윤지                 | 3:03      |
| 5.           | 〈무거운 짐을 털고〉 (정세린)                |                | 정세린                   |                        | 3:00      |
| 6.           | 〈새로운 시작〉 (정세린)                     |                | 정세린                   | 이루리                 | 1:55      |
| 7.           | 〈신입기자 출동〉 (정세린)                   |                | 정세린                   | 정세린, 고태영         | 2:10      |
| 8.           | 〈Good Morning!!!〉 (정세린)                 |                | 정세린                   | 이루리                 | 2:35      |
| 9.           | 〈진실,진심〉 (정세린)                       |                | 정세린                   | 구본춘                 | 3:23      |
| 10.          | 〈기사 작성〉 (정세린)                       |                | 정세린                   | 구본춘                 | 1:53      |
| 11.          | 〈인사 훈련〉 (정세린)                       |                | 정세린                   | 노유림                 | 0:39      |
| 12.          | 〈기사 까이기〉 (정세린)                     |                | 정세린                   | 박재인                 | 1:41      |
| 13.          | 〈고단한 하루〉 (정세린)                     |                | 정세린                   | 정세린, 박재인, 고태영 | 2:37      |
| 14.          | 〈알코올 해독 능력 제로〉 (정세린)           |                | 정세린                   | 노유림                 | 1:27      |
| 15.          | 〈오늘부터 1일 Jazz Ver.〉 (정세린)          |                | 정세린                   | 노유림                 | 3:23      |
| 16.          | 〈사건 조사〉 (전세진)                       |                |                          | 전세진                 | 2:45      |
| 17.          | 〈모 함〉 (이윤지)                           |                |                          | 이윤지                 | 2:07      |
| 18.          | 〈Teamwork〉 (구본춘)                        |                |                          | 구본춘                 | 2:57      |
| 19.          | 〈특종 따기〉 (구본춘)                       |                |                          | 구본춘                 | 1:05      |
| 20.          | 〈신세 한탄〉 (이루리)                       |                |                          | 이루리                 | 2:12      |
| 21.          | 〈그럼에도 불구하고〉 (정세린)               |                |                          | 이루리                 | 1:21      |
| 22.          | 〈고맙습니다 기자님〉 (정세린)               |                |                          | 정세린                 | 1:16      |
| 23.          | 〈결 심 Film Ver.〉 (정세린)                 |                |                          | 이윤지                 | 0:58      |
| 24.          | 〈꿈을 향해 한발 딛기〉 (정세린)             |                |                          | 전세진                 | 1:14      |
| 25.          | 〈고맙습니다 기자님 2〉 (정세린)             |                |                          | 정세린                 | 2:02      |
| 26.          | 〈기사가 있는 곳이라면 어디든〉 (정세린)     |                |                          | 이루리                 | 0:51      |
| 27.          | 〈열정?! 열정 같은 소리 하고 있네〉 (정세린) |                | 정세린                   | 이루리                 | 1:03      |
| 총 재생 시간 | 총 재생 시간                                 | 총 재생 시간   | 총 재생 시간             | 총 재생 시간           | 59:10     |